# Garsdorf (Ursensollen)
Garsdorf ist ein Gemeindeteil der Gemeinde Ursensollen im Oberpfälzer Landkreis Amberg-Sulzbach in Bayern.

## Geographie
Das Kirchdorf liegt am westlichen Rand des Hirschwaldes auf einer Höhenlage von ca. 510 m. Dieser Teil der Fränkischen Alb besitzt sandige und leicht lehmige Kreideauflagerungen. Innerhalb der Flächenalb bestehen immer deutlich erkennbare kastenartige Talzüge, die im Oberlauf mit einem plötzlich einsetzenden Talschluss in eine schwach geneigte Delle übergehen. Diese Eigenschaft ist besonders gut in Garsdorf zu erkennen.

## Geschichte
Im Bereich des Brunnholzes, 800 m südlich von Garsdorf, finden sich 31 vorgeschichtliche Grabhügel. Der Ort lag im Mittelalter an der Hohen Straße, einer Altstraße, die von Nürnberg über Ensdorf an die Naab führte; sie ist in karolingischer Zeit entstanden.
Die Schreibweise des Namens änderte sich des Öfteren: Gosdorf (1310), Jarsdorf (1548), Garstorff (1578) und Garstorf (1661).
Der Name Gozi wird in der Zeit zwischen 1048 und 1060 genannt, als unter Abt Reginwald vom Kloster St. Emmeram eine Übergabe von Censualen und Leibeigenen erfolgt. Die erste urkundliche Erwähnung findet im Zusammenhang mit dem „Amberger Waldbann“ statt, den Herzog Ludwig IV. den Bürgern von Amberg zur Sicherung des großen Holzbedarfs für den Bergbau gewährte, dabei wird auch die Grenze zwischen Garsdorf, Bittenbrunn und Bärenfall erwähnt.
1578 sind in Garsdorf sieben Untertanen genannt. 1612 erhielt Endres Zennefelser zu Wolfsbach für Garsdorf die Landsassenfreiheit gewährt. Dafür musste er dem Landesherrn mit einem gerüsteten Pferd dienen. 1661 zählt der Ort zehn Güter; drei liegen noch wegen des Dreißigjährigen Krieges öde. Bis 1693 werden die Erben der Zennefelser hier genannt, 1694/95 kommt die Hofmark an die Erben des Michael Loefen. Ab 1710 ist das Jesuitenkolleg von Amberg im Besitz des Gutes. 1772 zählt Garsdorf 21 Untertanen. Nach der Auflösung des Jesuitenordens 1773 kam das Dorf an die Malteser. 1799 wurde der Ort von der Regierung eingezogen.
Am 28. Juni 1818 wurde die Ruralgemeinde Garsdorf mit den Ortsteilen Eglhofen, Eigentshofen, Garsdorf, Gunzelsdorf, Hauslöd, Hirschwald, Oberbernstein, Ödgötzendorf, Richtheim, Salleröd und Unterbernstein gebildet, am 14. September 1900 kam Waldhaus, „in der ausmärkischen Staatswaldung gelegen“, hinzu. Am 1. April 1971 wurde Garsdorf im Zuge der Gebietsreform in Bayern nach Ursensollen eingemeindet.
Die römisch-katholische Filialkirche St. Franz Xaverius ist denkmalgeschützt. Das Patrozinium der dem Heiligen Franz Xaver geweihten Kirche wird am 3. Dezember gefeiert. Die Kirche gehört zur Pfarreiengemeinschaft Hausen (Sankt Georg) und Hohenkemnath (Mariä Himmelfahrt) im Bistum Regensburg.

## Verkehr
Nach Garsdorf führen nur Ortsstraßen: Aus Osten von der AS 2 abzweigend und aus Westen von der AS 9 abzweigend.
Das Dorf ist mit Bussen an das Netz des ZNAS angebunden.